# Cupedora
Cupedora é um género de gastrópode  da família Camaenidae.
Este género contém as seguintes espécies:
- Cupedora broughami
- Cupedora evandaleana
- Cupedora luteofusca
- Cupedora marcidum
- Cupedora nottensis
- Cupedora sutilosa
- Cupedora tomsetti